# Lamborghini Urus
Lamborghini Urus är en bilmodell av SSUV-typ som den italienska biltillverkaren Lamborghini introducerade i december 2017.
Bilen visades i konceptform på Beijing Auto Show 23 april 2012.

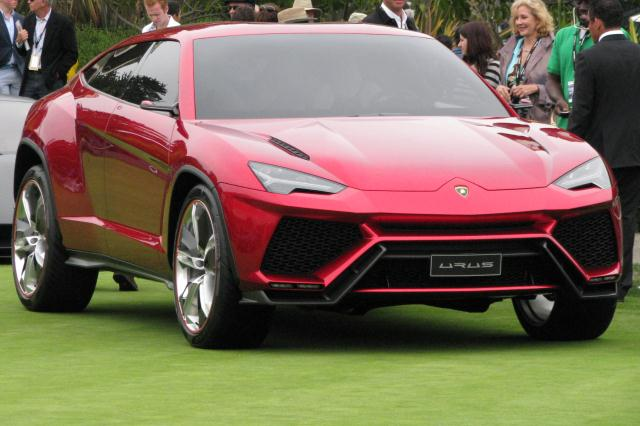
Konceptbilen på Pebble Beach Concours d’Elegance 2012.

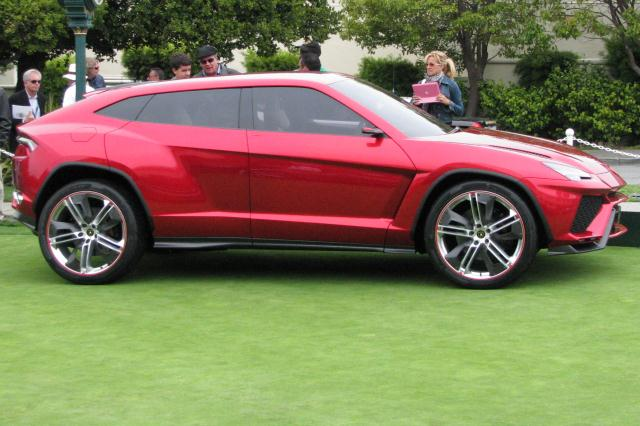

## Tekniska egenskaper och prestanda
Urus fyrhjulsdrivningssystem överför 40 procent av det tillgängliga vridmomentet till framhjulen och 60 procent till bakhjulen vid normal körning. Den använder även torque vectoring för att skicka upp till 70 procent till framsidan eller 87 procent till baksidan beroende på behov. SUV:en har även bakhjulsstyrning och luftfjädring som ger en markfrigång på högst 250 mm (9,8 tum) för terrängkörning. SUV:en är tillgänglig med ett offroad-paket som inkluderar modifierade främre och bakre stötfångare som är bättre lämpade för den aktuella uppgiften.
Urus har frontmotor och fyrhjulsdrift, och en topphastighet på 305 km/h (190 mph), vilket gör den till en av de snabbaste produktions-SUV:arna i världen. Urus kan accelerera från 0-100 km/h på 3,1 sekunder och från 0-200 km/h på 11,3 sekunder.
Den osmyckade Urus levereras som standard med en turboladdad 4,0-liters V8, en åttastegad automatisk växellåda från ZF med 8 liters effekt. с., fyrhjulsdrift, 21-tumsfälgar, kolfiberkeramikbromsar, momentstyrningssystem för bakaxeln och fyrhjulsstyrning. Invändigt har Urus takhimmel i mockaimitation och lädersäten. Framstolarna har 12-vägs elektrisk justering, positionsminne, uppvärmda säten och ett 12,3-tums digitalt instrumentkluster. Baksätet kan konfigureras som antingen tre- eller tvåsitsiga sportstolar, och automatisk klimatanläggning med fyra zoner är standard.